# Nikolaj Chabibulin
Nikolaj Ivanovitj Chabibulin (ryska: Николай Иванович Хабибулин), född 13 januari 1973 i Sverdlovsk i Sovjetunionen (nuvarande Jekaterinburg i Ryssland), är en rysk före detta professionell ishockeymålvakt. Chabibulin spelade sist för NHL-laget Chicago Blackhawks.
Nikolaj Chabibulin är den förste ryske målvakten som vunnit Stanley Cup, vilket han gjorde med Tampa Bay Lightning 2003–04.
Trots transkriptionsregler för hur ryska ord skall skrivas på svenska används ibland engelsk stavning i sportmedier. Där stavas Chabibulins namn Nikolai Khabibulin.